# Elizabeth Cook (Schriftstellerin)
Elizabeth Cook (* 1952 in Gibraltar) ist eine britische Schriftstellerin.
Cook verbrachte ihre Kindheit in Nigeria und Dorset. Sie studierte Literatur an der Universität Oxford und am Warburg Institute und lehrte später in Leeds und Essex. Zunächst trat sie als Herausgeberin klassischer Werke von John Keats  und Ben Jonson in Erscheinung und publizierte Kurzgeschichten und Rezensionen in verschiedenen Magazinen. Ihr erster Roman Achilles gewann, gelesen von Greg Hicks, einen Fringe First Award auf dem Edinburgh Festival.

## Veröffentlichungen
- Bowl. Worple Press, 2006
- Achilles. Methuen Publishing, 2002
- John Keats Selected Poetry. Oxford world's classics. Oxford University Press, 1999 (als Herausgeber)
- Ben Jonson: The Alchemist. Methuen Publishing, 1991 (als Herausgeber)
- Seeing through words. Yale University Press, 1986